# 추평강
추평강(秋平康, 1990년 4월 22일 ~ )은 대한민국의 축구 선수이다. 내셔널리그의 경주 한국수력원자력 축구단에서 활동했으며, 현재는 유소년 축구팀 TS FC의 코치로 활동하고 있다.
동국대학교 축구부 출신으로, 2013년 수원 삼성 블루윙즈에 입단하여 데뷔 시즌에 리그 14경기에 출전하였다. 2014 시즌에는 부상으로 인해 경기에 출전하지 못하였고, 재활 과정 중 구단과의 내부 조율에 따라 2014년 5월 임의탈퇴 처리되었다. 이후 7월, 구단의 결정으로 임의탈퇴가 철회되었으며, 자유계약 선수로 전환되었다.
2015년에는 내셔널리그의 용인시청 축구단에 입단하였고, 이후 경주 한국수력원자력 축구단으로 이적하였다. 2025년부터는 세종시 유소년 축구팀인 TS FC의 창단 코치로 활동 중이다.